# Zadnja večerja
Zádnja večérja imenujemo dogodek, ko je Jezus zadnjikrat večerjal z učenci (apostoli), preden je bil izdan in usmrčen. Zadnja večerja je bila v Jeruzalemu in sicer v četrtek pred judovskim praznikom pashe približno l. 33 n. št. Spomin na ta dogodek kristjani obhajajo na Veliki četrtek, pa tudi sicer pri vsaki sveti maši.
Dogodek precej na kratko opisujejo prvi trije evangeliji (tako imenovani sinoptični evangeliji: 
Matejev, Markov in Lukov), Janezov evangelij pa mu posveča posebno pozornost.

Iz evangelijev izvemo, da je Jezus pred svojo smrtjo želel s svojimi učenci (apostoli) jesti obredno večerjo, kot je v navad
i pri praznovanju pashe - judovske Velike noči. 
1. Sinoptični evangeliji navajajo, da je Jezus pri večerji razlomil kruh in rekel:
"Vzemite, jejte, to je moje telo«. 
Potem je vzel kelih z vinom in jim ga ponudil: »Pijte iz njega vsi. To je namreč moja kri, kri zaveze, ki se za vse preliva v odpuščanje grehov.« (primerjaj Mt 26,26-30 in Mr 14,22-25) Poleg tega jim je naročil tudi: »To delajte v moj spomin.« (Lk 22,14-20) Ta dogodek kristjani štejejo za ustanovitev zakramenta evharistije.

Jezus je poleg tega tudi napovedal, da ga bo eden od apostolov (Juda Iškarijot) izdal. Po večerji se je Jezus z 
nekaterimi učenci odpravil proti Oljski gori, na vrt Getsemani. Tja je Juda Iškarijot pripeljal judovske velike duhovnike in vojake, ki so Jezusa aretirali.
2. Evangelij po Janezu posveča opisu zadnje večerje kar pet poglavij (13. - 17.). Ta poglavja pomenijo v nekem smislu 
Jezusovo duhovno oporoko (testament) in iz njih izvemo še naslednje podrobnosti: 

  - 
Jezus je ob začetku zadnje večerje apostolom umil noge kot znak svoje skromnosti in ponižnosti (to je osnova 
za obred umivanja nog, ki ga poznajo številne krščanske
Cerkve). 

  - 
Jezus je poudaril zapoved medsebojne ljubezni: »Ljubite drug drugega. Kakor sem vas jaz ljubil, tako tudi vi ljubite 
drug drugega. Po tem bodo vsi spoznali, da ste moji učenci, če boste ljubili drug drugega."

  - 
Jezus je učencem obljubil pomoč in tolažbo Svetega Duha.

  - 
Jezus je učencem napovedal, da jih bodo številni ljudje preganjali in sovražili.

Zadnja večerja je imela odločilen vpliv na nastajajoče krščanstvo. V prvih stoletjih so kristjani izoblikovali svoje bogoslužje na temelju ponovitve zadnje večerje. Taki obredi v prvotnem krščanstvu so se imenovali agape  - obedi ljubezni (grška beseda starogrško αγάπη pomeni ljubezen). Med srečanjem so udeleženci dejansko skupaj povečerjali, nato pa je voditelj obreda (duhovnik) ponovil Jezusove posvetilne besede nad kruhom in vinom, ki so si ju potem razdelili. Iz tega obreda se je v naslednjih stoletjih izoblikovala maša, ki ima za osnovo še vedno evharistično daritev kruha in vina.